# Skrzyżowanie konarów górnych móżdżku
Skrzyżowanie konarów górnych móżdżku, skrzyżowanie (spoidło) Wernekincka (łac. decussatio pedunculorum cerebellarium superiorum, ang. Wernekinck's commissure (decussation), decussation of the brachia conjunctiva) – skrzyżowanie konarów górnych móżdżku przed ich wejściem do jądra czerwiennego w nakrywce śródmózgowia.
Bardzo rzadki zespół objawów spowodowany udarem skrzyżowania konarów górnych móżdżku określa się jako zespół skrzyżowania Wernekincka (ang. Wernekinck’s commissure syndrome). Charakteryzuje się obustronnym zespołem móżdżkowym. Niekiedy towarzyszą mu porażenie nerwu okoruchowego lub oftalmoplegia międzyjądrowa.
Nazwa honoruje Friedricha Christiana Gregora Wernekincka. Termin („hufförmige Kommissur Wernekincks”) wprowadził jego uczeń Franz Joseph Julius Wilbrand w 1840 roku. W bazylejskim mianownictwie anatomicznym nazwa tej struktury podana była z błędem („commissura Wernekingi”).